# イエロー (コールドプレイの曲)
「イエロー」 (Yellow) はイギリスのロック・バンド、コールドプレイのシングル。コールドプレイの代表曲の一つであり、このシングルよりバンドは大ブレイクし国際的に認知されるようになった。ライブでも定番の曲である。1stアルバム『パラシューツ』に収録されており、この曲はUKシングルチャートでコールドプレイ初のTOP10入りを果たした。これを受けて本国イギリスの他にアメリカやフランス、ブラジルなどでもリリースされた。
この曲はリヴァプールにあるParr Street Studiosにてレコーディングされた。2000年夏ごろにリリースする予定であったためかなり急いでレコーディングしたとメンバーは語っている。
シングルは2001年秋のABCテレビのプロモーションに使用され、また機関の公式イメージで黄色の花を用いているつながりでThe Cancer Council Australiaのイベントである"Daffodil Day"のテーマソングにも採用された。
タイトルについてはクリス・マーティンがテレビでのインタビューで、「イエローページからインスピレーションを受けてタイトルを決定した」と語っている。
イギリスのワトフォードに本拠地を置くワトフォードFCは、ホームゲームのハーフタイムなどでこの曲を流している。

## 収録曲
1. "Yellow" – 4:29
2. "Help is Round the Corner" – 2:38
3. "No More Keeping My Feet on the Ground" – 4:33

## プロモーション・ビデオ
イエローのPVはイングランドのSwanage近郊にあるStudland Bayで撮影された。このビーチはとても美しいビーチとして知られており、ナショナル・トラストにより保護されている。ビデオの内容はとてもシンプルなものでリードボーカルのクリス・マーティンがビーチを歩きながら歌うというもの。ちょうど雨が降っていることを意図してマーティンの頭は濡れておりレインコートを着ている。ビデオはノーカットで撮影されており、またスローモーションに編集されている。
もともとは日当たりのよい場所でバンドメンバーが演奏をするという内容になる予定だった。しかしバンドのドラマーであるウィル・チャンピオンの母の葬儀と撮影の日が重なってしまい、マーティン一人だけで撮影することになった。天気もまた予定されていたものと違うもので、当初は晴れた日に撮影することになっていたが実際には雨の日で撮影を行った。また元々の星空を動かす編集を加え、時間が早く進んでいるように思わせるという意図もある。ディレクターはマーティンから焦点を少しずらして撮影している。
このビデオを製作したのはJames & Alex of The Artists Companyである。ビデオは通常の2倍の速度である1秒あたり50フレームの速度で撮られている。このためマーティンは映像と音を同期させるために通常の2倍のスピードで歌わなければならなかった。撮影されたビデオを1秒あたり25フレーム遅くしたスローモーション効果を与えてビデオは完成した。

## 受賞とノミネート

### 受賞
| 年   | 賞         | 部門        |
| ---- | ---------- | ----------- |
| 2001 | NME Awards | Best Single |

### ノミネート
| 年   | 賞         | 部門                                               |
| ---- | ---------- | -------------------------------------------------- |
| 2002 | グラミー賞 | Best Rock Song                                     |
| 2002 | グラミー賞 | Best Rock Performance by a Duo or Group with Vocal |